# اچ‌ام‌اس سورن (۱۸۱۳)
اچ‌ام‌اس سورن (۱۸۱۳) (به انگلیسی: HMS Severn (1813)) یک کشتی بود. این کشتی در سال ۱۸۱۳ ساخته شد.